# Paraconchoecia mamillata
Paraconchoecia mamillata är en kräftdjursart som först beskrevs av G. W. Müller 1906.  Paraconchoecia mamillata ingår i släktet Paraconchoecia och familjen Halocyprididae. Inga underarter finns listade i Catalogue of Life.